# 카르멘 프랑코이폴로
마리아 델 카르멘 프랑코(María del Carmen Franco, 1926년 9월 14일 ~ 2017년 12월 29일)는 지난날 스페인 총통 프란시스코 프랑코의 외동딸이었던 스페인 군주국 대귀족 부인이었다.

## 생애
아버지인 프란시스코 프랑코 총통 재임 시절엔 로마 가톨릭을 이탈하여 이후 일평생 사실상 무신론자로 지냈고 그 후 아버지 프란시스코 프랑코 스페인 대원수가 별세하기 직전인 1975년 10월 30일을 기하여 후안 카를로스 공이 스페인 대리청정을 맡으면서 군주제 복고 체제 선언과 함께 그 직후 아버지 프랑코가 별세한 1975년 11월 20일을 기하여 스페인 군주제 복고 체제가 공표되면서 대리청정 후안 카를로스 공이 후안 카를로스 1세 스페인 군주 보위 등극하였지만 연좌를 면하였고 후안 카를로스 1세의 사면 관련 선처 조치를 받았으며 1975년 11월 26일을 기하여 부군(夫君)인 마르티네스 공이 스페인 군주국 백작 작위를 받으면서 스페인 백작 부인에 등림하였고 4일 후 1975년 11월 30일을 기하여 부군 마르티네스 공이 스페인 군주국 후작 작위에 등림하자 스페인 후작 부인에 올랐으며 1980년 12월 12일을 기하여 부군 마르티네스 공이 공작 작위에 등림하면서 스페인 공작 부인이 되었고 그 후 1988년 2월 6일을 기하여 대귀족 부인 작위를 겸하였다.